# High Voltage (album)
A High Voltage az ausztrál AC/DC együttes első nemzetközi terjesztésű albuma, amely 1976-ban jelent meg az Atlantic Recordsnál, és tulajdonképpen a két 1975-ös ausztrál kiadású nagylemezük számaiból összeállított válogatás volt. Jobbára a T.N.T. c. album dalaiból állt. A szintén High Voltage címen megjelent első ausztrál nagylemezükről mindössze a "She's Got Balls" és a "Little Lover" dalok kerültek fel rá.

## Az album dalai

### Első oldal
1. It's A Long Way To The Top (If You Wanna Rock'n'Roll) – 5:10
2. Rock 'N' Roll Singer – 5:00
3. The Jack – 5:50
4. Live Wire – 5:45

### Második oldal
1. T.N.T. – 3:30
2. Can I Sit Next To You Girl? – 4:06
3. Little Lover – 5:26
4. She's Got Balls – 4:46
5. High Voltage – 4:18

## Közreműködők
- Bon Scott – ének
- Angus Young – szólógitár
- Malcolm Young – ritmusgitár
- Mark Evans – basszusgitár
- Phil Rudd – dob
- George Young – basszusgitár (a "High Voltage" dalban)
- Rob Bailey – basszusgitár (a "She's Got Balls" és a "Little Lover" dalban)
- Peter Clack – dob (a "She's Got Balls" dalban)
- John Proud – dob (a "Little Lover" dalban)